# Schloss Linderhof
Schloss Linderhof ist ein Baudenkmal in der bayerischen Gemeinde Ettal. Die Einflügelanlage wurde in den Jahren 1870 bis 1886 durch König Ludwig II. von Bayern von Georg Dollmann im Stil des Neurokoko erbaut. Als architektonisches Vorbild diente Schloss Marly. Hervorzuheben sind das Schlafzimmer, das Speisezimmer und der Spiegelsaal. Im Jahre 2025 wurde Linderhof als Teil der Schlösser König Ludwigs II. von Bayern zum UNESCO-Welterbe ernannt.

## Geschichte

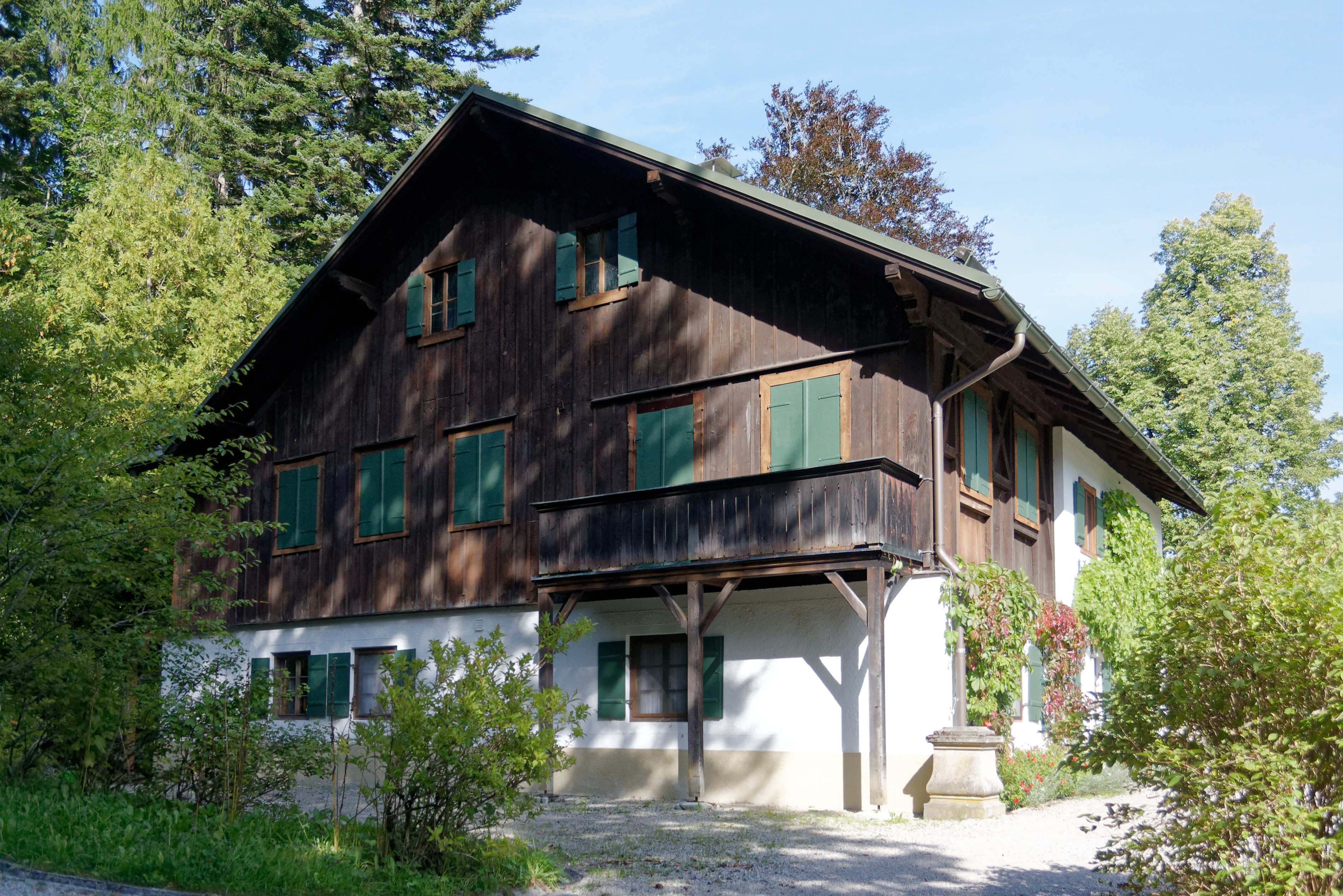
Königshäuschen

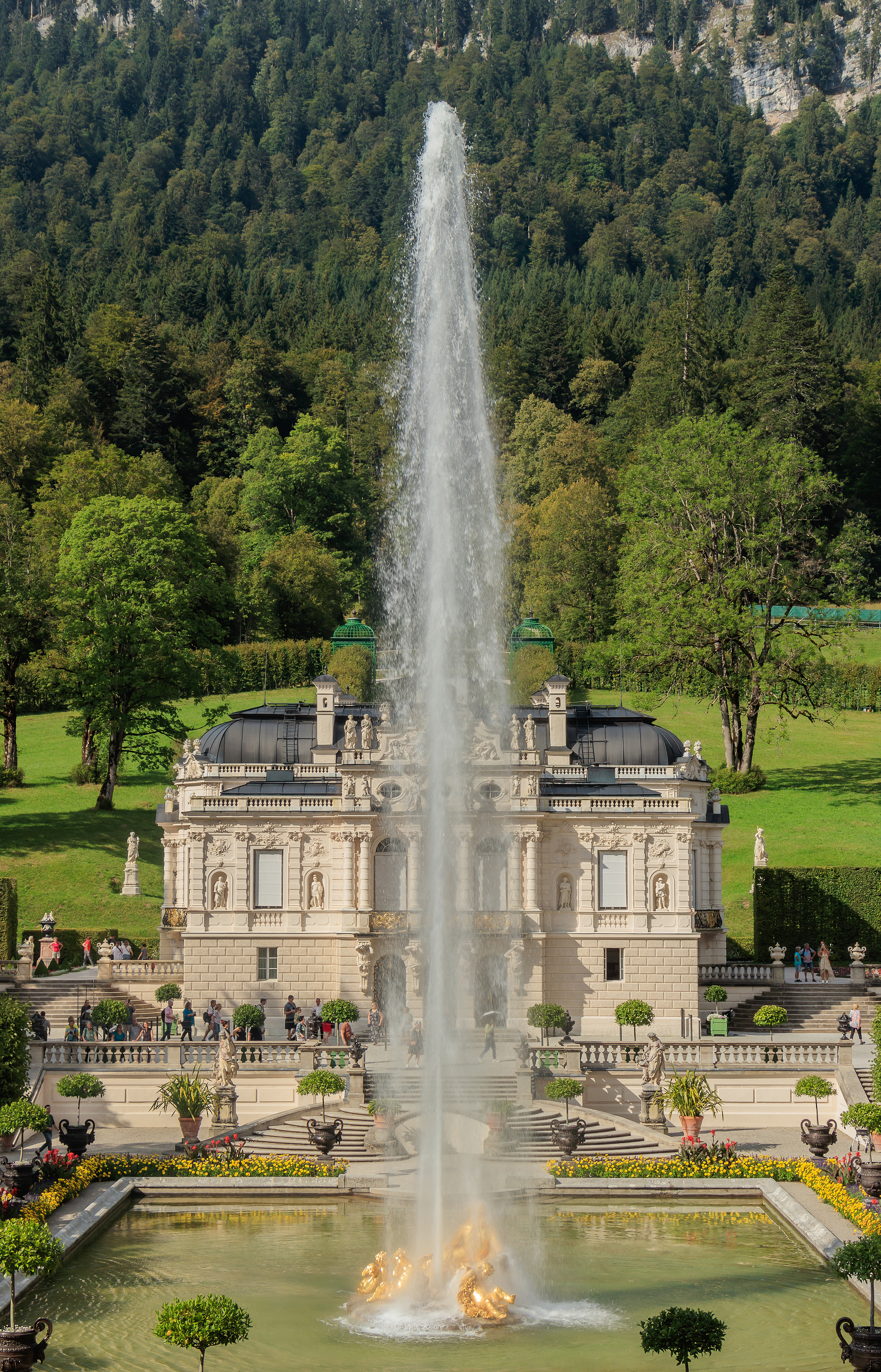
Florabrunnen

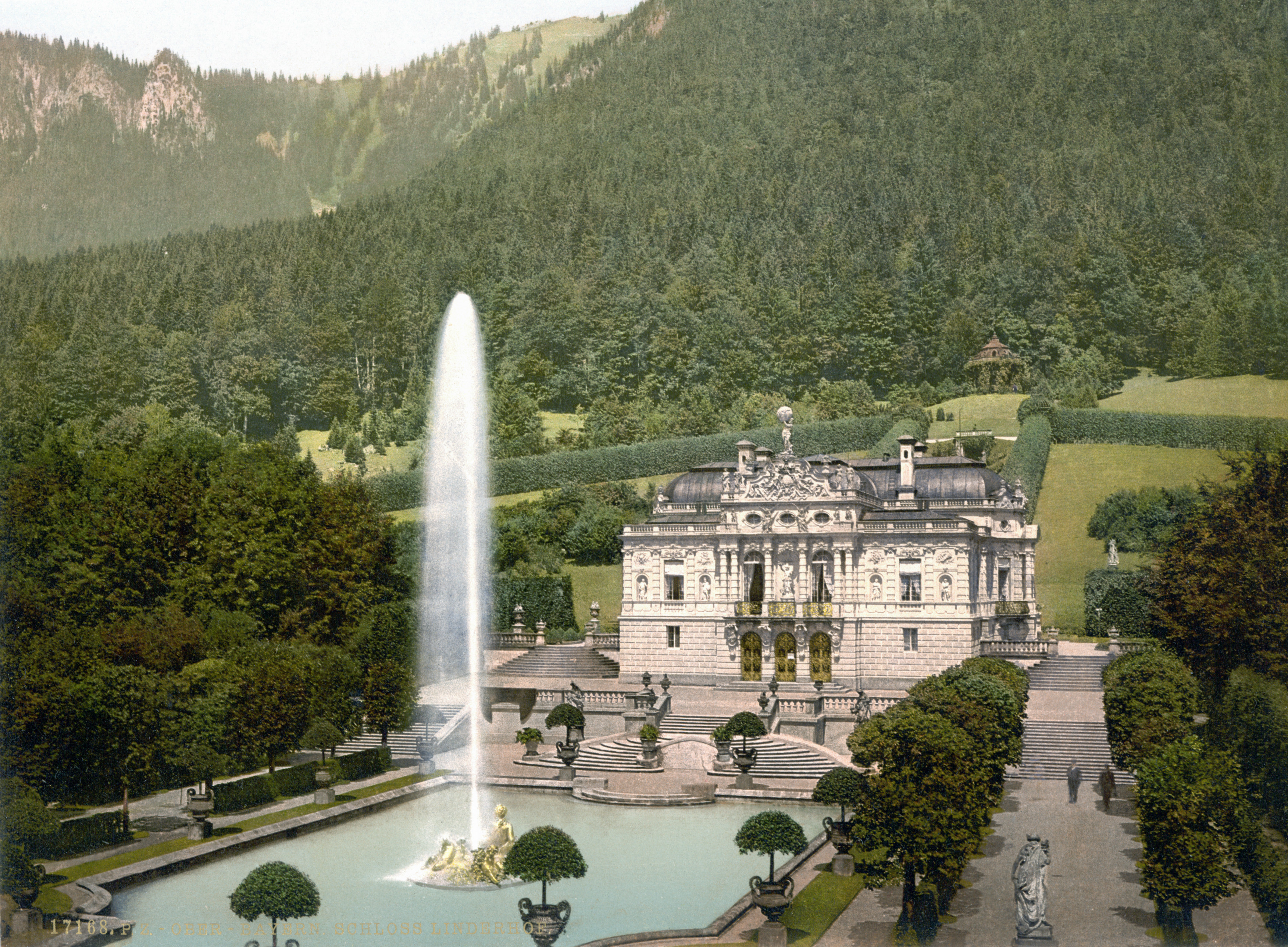
Schloss Linderhof um 1900

### Entwurf
Die „Königliche Villa“ Ludwigs II. in den Ammergauer Alpen entstand anstelle des Königshäuschens seines Vaters Maximilians II., das 1874 auf eine Fläche rund 200 m westlich der heutigen Anlage versetzt wurde. An der Stelle des späteren Schlosses Linderhof befand sich ursprünglich ein einfaches Bauernhaus von 1790, das unter Max II. in der Mitte des 19. Jahrhunderts zu einem Jagdsitz umgebaut wurde. Dieses Königshäuschen ist ein regionales Holzhaus auf einem Steinsockel. Der eigentliche Linderhof war ein benachbarter Bauernhof, auf dessen Grundstück sich das Jagdhaus befand. Ab 1868 – Ludwig II. war vier Jahre zuvor im Alter von 18 Jahren zum König proklamiert worden – begann der junge König mit den ersten Plänen für mehrere Schlösser außerhalb der ihm verleideten Hauptstadt München. Sein Interesse an der mittelalterlichen Ritterkultur und der musikalischen Sagenwelt Richard Wagners veranlasste zuerst Entwürfe für das Schloss Neuschwanstein, mit dessen Bau ab 1869 begonnen wurde. 1867 hatte der König begonnen, sich mit der materiellen Kultur an den Höfen der absolutistischen Könige von Frankreich Ludwig XIV., XV. und XVI. zu beschäftigen. In diesem Zusammenhang reiften bei Ludwig II. Ideen, im Graswangtal in der Nähe des Jagdhauses ein Schloss nach dem Vorbild des Schlosses von Versailles zu errichten, das ganz im Zeichen der französischen Bourbonen-Könige stehen sollte. Dieses Projekt wurde zunächst als „Meicost-Ettal“ bezeichnet, wobei es sich um ein Anagramm des Ludwig XIV. zugeschriebenen Zitats „L’État, c’est moi“ (Der Staat bin ich) handelte. Das Gelände des engen Tals erwies sich für den geplanten Schlossbau als zu klein, und so wurde der Palast schließlich ab 1878 auf der Herreninsel im Chiemsee erbaut, das Neue Schloss Herrenchiemsee.
Auch Pläne zur Errichtung eines großen byzantinischen Palastes erwiesen sich als unrealisierbar für das entlegene Tal des Linderhofs. Als Alternative kam der Gedanke eines kleineren Refugiums (Rückzugsortes) auf, analog zu dem durch Ludwig XIV. ab 1678 in der Nähe von Versailles als Lustschloss errichteten Schloss Marly, dessen Anlage aus einer Gruppe von Pavillons bestand. Nachdem 1869 das Königshäuschen im Graswangtal zunächst im Inneren umgestaltet worden war, ließ Ludwig II. nach seinen Vorstellungen 1870 durch den Architekten Georg von Dollmann das Gebäude um einen Ostflügel in nördlicher Richtung erweitern. Der neue Trakt war bis dahin als Einzelstück gedacht. Er enthielt im Obergeschoss einen Hauptraum auf ovalem Grundriss mit zwei Annexen auf hufeisenförmigem Grundriss und zitierte damit typische Grundrissformen der barocken Architektur. Eine repräsentative Fassade in Anlehnung an diese Epoche besaß er jedoch nicht, das rustikal-bäuerliche Äußere ließ nichts ahnen vom Prunk der Innenräume.

### Bau
Ab Frühjahr 1871 wurde ein gleichstrukturierter Westflügel hinzugefügt und beide Bauten durch einen Verbindungsflügel auf der Nordseite (Bergseite) ergänzt, der eine erste (nicht erhaltene) Version des königlichen Schlafzimmers enthielt. Darin stand ein prunkvolles Bett an der Südwand, sodass wie heute der Blick durch die Fenster nach Norden auf den Berghang ging. Das Königshäuschen befand sich weiterhin im Süden, allerdings nun außerhalb der neuen nordsüdlichen Mittelachse. Ludwig ließ das Jagdhaus noch nicht abreißen, da er einen hohen emotionalen Bezug zu dem Gebäude hatte. Ab Februar 1873 wurde das Schloss mit Steinfassaden in Anlehnung an das Rokoko umschlossen und das Dach ergänzt. Im Folgejahr wurde das Königshäuschen ohne bauliche Veränderungen an seinen heutigen Standort versetzt, etwa zweihundert Meter westlich des Schlosses, welches nun dessen ursprünglichen Standort einnimmt. 
Die damit offene Südflanke wurde durch den Südtrakt geschlossen, so dass Linderhof seitdem eine kompakte Schlossanlage bildet. Im Südtrakt richtete Ludwig auf Höhe der älteren Räume eine kleine Raumfolge ein, die sich symmetrisch um den nach Süden ausgerichteten Spiegelsalon in der Mittelachse gruppierte und als Enfilade (in einer Achse sich öffnende Türen) darbot. 1876 war dieser Bereich im Inneren vollendet. Der Zugang zum Hauptgeschoss erfolgte nun über ein Vestibül im Erdgeschoss des Südtraktes und eine zweiarmige Treppe im ehemaligen Innenhof des Gebäudes. 1874 lag auch die Planung der Parkanlage durch Hofgartendirektor Carl von Effner vor, die sich vor allem vor der neuen südlichen Haupt- und Eingangsfassade ausdehnte. 1885/86 wurde als letzte Baumaßnahme das Schlafzimmer zu seiner heutigen Größe durch Julius Hofmann erweitert und die Arbeiten nach dem Tode Ludwigs in vereinfachter Form zu Ende geführt.

### Nutzung
Ludwig besuchte das Jagdhaus am Linderhof anfangs nur sporadisch von München oder Schloss Hohenschwangau aus, wo er den Herbst verbrachte. Seit Mitte der 1870er Jahre löste Linderhof aber die Münchner Residenz als Hauptwohnsitz faktisch ab. Er verbrachte hier die Wintermonate und unternahm allnächtlich seine berühmten Schlittenfahrten. Im Mai zog er nach Schloss Berg am Starnberger See; im Sommer kehrte er nach Linderhof zurück, von wo aus er sieben Bergfahrten unternahm, die ihn jedes Mal für etwa eine Woche durch die bayerischen Alpen führten, nach Hohenschwangau, aber auch an den Walchensee, nach Altlach und zur Hochkopfhütte, in die Ammergauer Alpen zur Halbammerhütte und Kenzenhütte, zum Königshaus am Schachen, zum Soiernhaus und nach Vorderriß. Auch dort besaß er Jagdhäuser oder Hütten, von denen einige, wie die Hundinghütte, die Einsiedelei des Gurnemanz und das Marokkanische Haus, erst im 20. Jahrhundert aus dem Ammerwald in den Park von Linderhof versetzt wurden. Das im Bau befindliche Neuschwanstein besuchte Ludwig II. von Hohenschwangau aus und ab 1881 die Baustelle Herrenchiemsee jeweils für eine Woche Ende September/Anfang Oktober. Das Kabinettssekretariat zog jeweils – in gebührendem Abstand – mit, sodass der König per Telegrafie jederzeit erreichbar war und seine Regierungsgeschäfte ausüben konnte. Modernste Technik wie elektrische Beleuchtung verwendeten auch seine fantastischen Kutschen und Schlitten sowie die 24 Dynamomaschinen neben der Venusgrotte, als erstes fest installiertes Kraftwerk der Welt. Ludwig II. übte seine Amtsgeschäfte als konstitutioneller Monarch pflichtbewusst aus, unterschrieb die Regierungsdokumente, die man ihm sandte, doch gleichzeitig schuf er sich unter Einbezug von allen technischen Mitteln der Zeit eine Gegenwelt, in der er sich – fern vom Parlamentarismus und der Industrialisierung der Gründerzeit – als wahrer König empfinden konnte. Er war durchdrungen von der Idee eines heiligen Königtums von Gottes Gnaden. Seit etwa 1875 war Ludwig II. meist nachts wach und schlief am Tage.
Linderhof gilt als das Lieblingsschloss des „Märchenkönigs“, in dem er sich mit großem Abstand am häufigsten aufhielt. Es ist das kleinste der drei Schlösser Ludwigs II. und das einzige, das noch zu seinen Lebzeiten vollendet wurde. Nach seinem Tod wurde es für die Allgemeinheit zur Besichtigung geöffnet. Es befindet sich heute im Eigentum des Freistaats Bayern und wird von der Bayerischen Verwaltung der staatlichen Schlösser, Gärten und Seen betreut. Im Jahr 2018 zählte die Schlösserverwaltung 437.122 Besucher; 1990 gab es einen Besucherrekord von 982.649 Personen. Schloss und Park sind unter der Aktennummer D-1-80-115-25 als geschützte Baudenkmäler im Ortsteil Linderhof der Gemeinde Ettal verzeichnet.

## Schloss

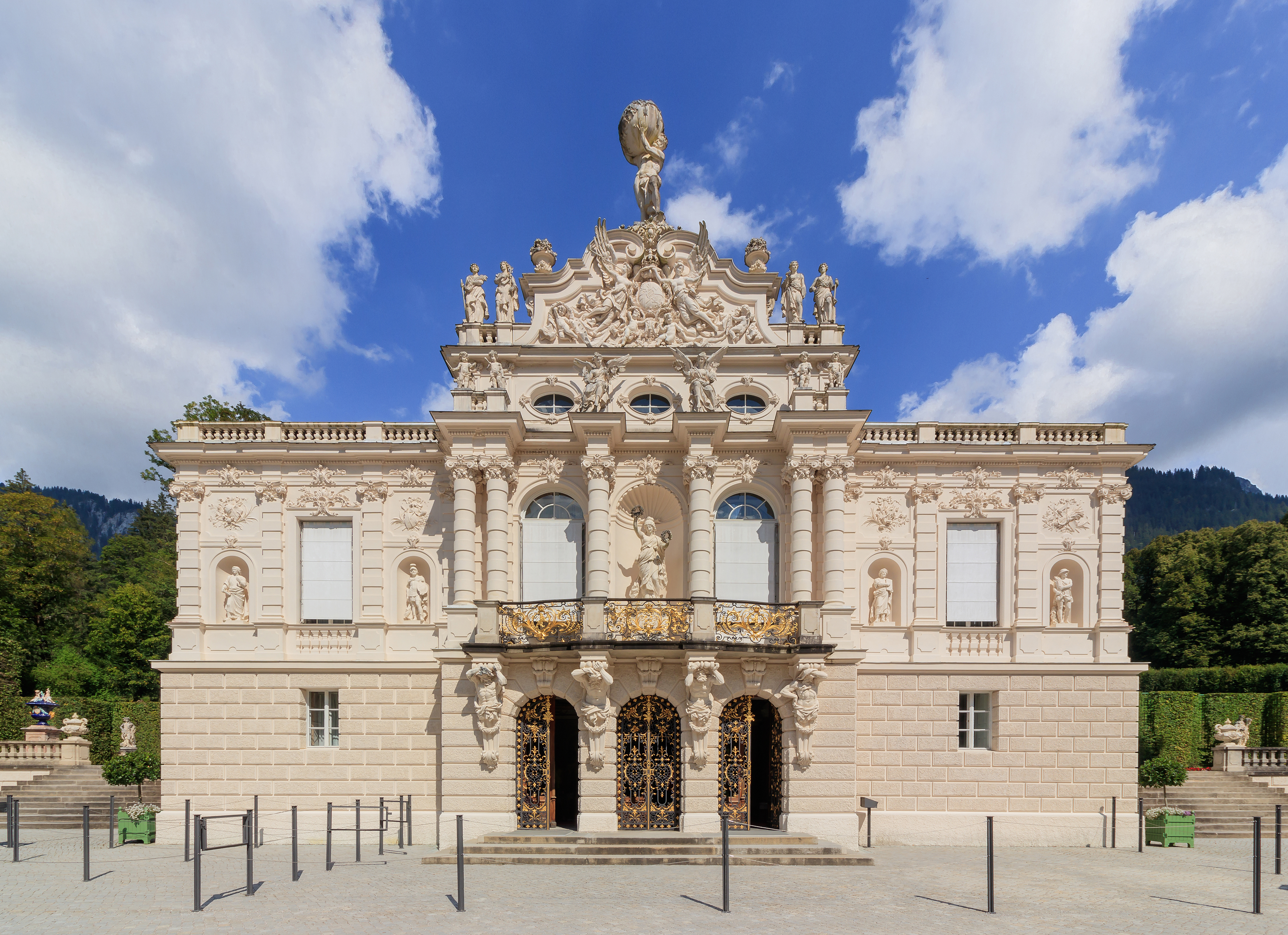
Frontfassade

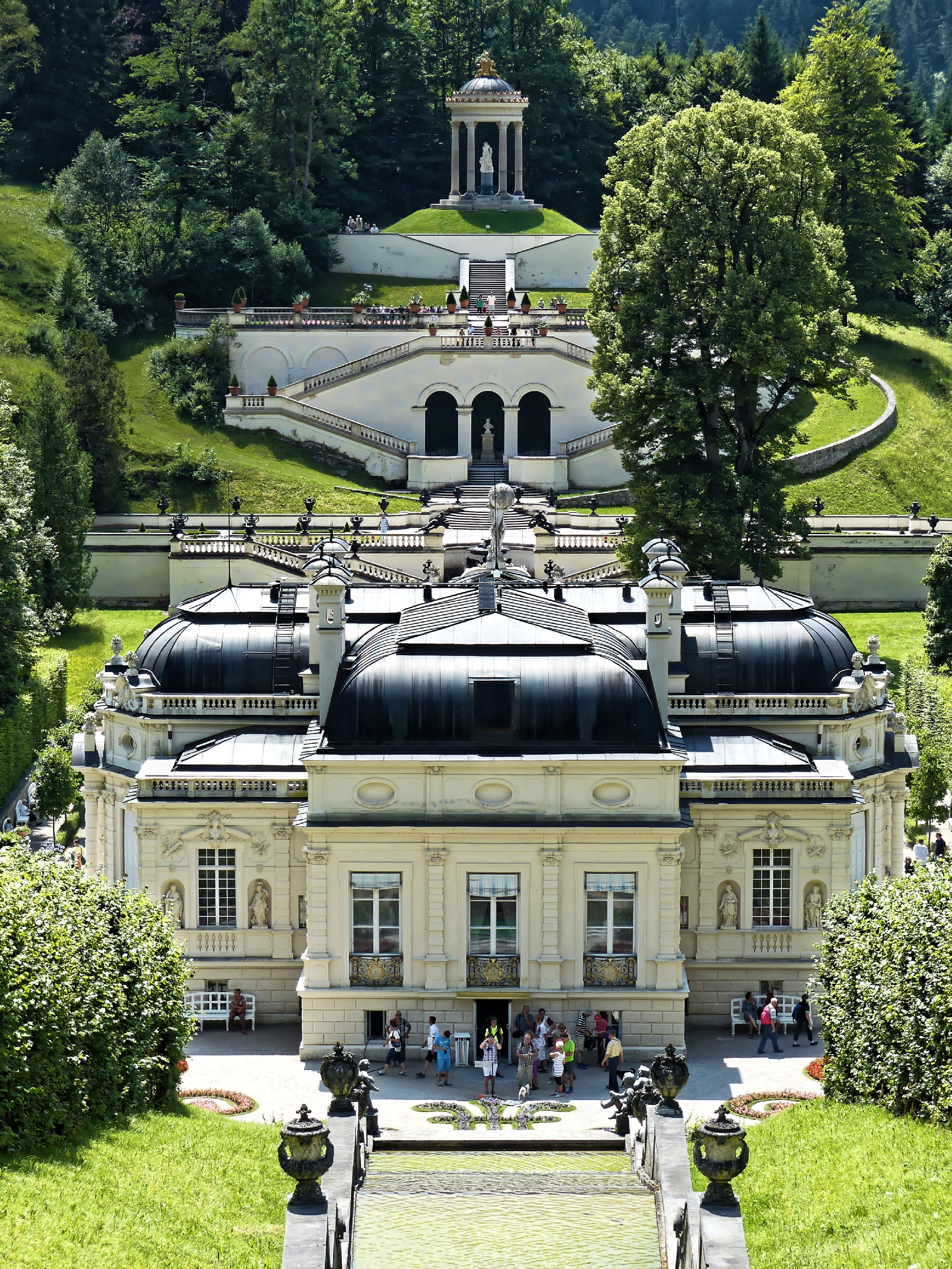
Rückfassade

### Außenarchitektur
Schloss Linderhof zitiert in seiner Gestalt französische Lustschlösser (Maisons de plaisance) des 18. Jahrhunderts, die Ludwig aus zeitgenössischen Kunsttraktaten und späteren Beschreibungen kannte. Ebenso werden Motive des bayerischen Rokoko in der Münchner Residenz und Schloss Nymphenburg (insbesondere der Amalienburg) aufgegriffen. In der Gesamtstruktur ist es jedoch ein eigenes Bauwerk ohne direkte Vorbilder. Von nicht unerheblicher Bedeutung ist die Tatsache, dass Ludwig II. bei den Bauarbeiten für Schloss Linderhof zu einem erheblichen Teil Holz aus der Umgebung verwenden und die Arbeiten von ansässigen Holzarbeitern ausführen ließ. Es ist dem Schloss nicht anzusehen, dass es eigentlich ganz aus Holz gebaut und mit Putz nur verkleidet ist. Etwa zu diesem Zeitpunkt führte der König auch die Lohnfortzahlung im Krankheitsfall ein.
Die Fassaden sind mit Skulpturen aus Kalkstein bzw. Zinkguss geschmückt. Unter anderem zeigt der Giebel der Hauptfassade das Wappen des Königreichs Bayern zwischen zwei tubablasenden Fama-Figuren. Er wird flankiert von vier Personifikationen: (von links nach rechts) Ackerbau, Handel, Wissenschaft und Industrie. Diese Skulpturen stammen von Philipp Perron, der vielfach für die Ausstattung von Ludwigs Schlössern tätig war. Den Giebel bekrönt die von Franz Walker  geschaffene Statue des Atlas, der den Himmelsglobus (mit Tierkreis-Symbolen) auf der Schulter trägt. In der Attika-Zone unter dem Giebel sind in der Mitte zwei weibliche Genien oder Victorien dargestellt, die Lorbeerkränze und Palmwedel halten, und seitlich vier Putti, die Künste verkörpern: (von links nach rechts) Musik, Dichtkunst, Bildhauerei und Architektur.  Insgesamt ergibt sich ein Skulpturenprogramm, das den Ruhm Bayerns, seine Stände, seine Tugenden und seine Leistungen in Wissenschaft, Wirtschaft und Kunst verherrlicht.

### Innenarchitektur
Durch seine wechselvolle Baugeschichte hat Schloss Linderhof einen komplexen, aber doch symmetrischen Grundriss. Das Obergeschoss mit den Wohnräumen des Königs beherbergt insgesamt zwei große Säle, den Treppenaufgang, vier annähernd hufeisenförmige Kabinette, je ein ovales Ess- und Arbeitszimmer, sowie die den Spiegelsaal flankierenden Gobelinzimmer. In der nordsüdlich verlaufenden mittleren Achse befinden sich die größten Räume des Schlosses – das Schlafzimmer im Norden und der Spiegelsaal im Süden –, die seitlichen Trakte beherbergen die kleineren Salons und die Kabinette. Alle Räume sind überreich im Stile des Neorokoko ausgestattet, kaum eine Wand- oder Deckenfläche ist ohne Dekoration. Die Entwürfe für die Innenausstattung stammen unter anderem von Christian Jank. Das Speisezimmer des Schlosses ist, ähnlich dem Speisesaal auf Herrenchiemsee, mit einem Tischleindeckdich ausgestattet, das heißt, dass der Tisch des Esszimmers durch eine Mechanik nach unten in die Küche gelassen werden konnte. Dort wurde er gedeckt und in Handarbeit wieder nach oben gefahren, so dass der König ohne die Anwesenheit seiner Bediensteten speisen konnte.
Der größte Raum auf Linderhof ist das nach Norden gerichtete königliche Schlafzimmer, heute in einer zweiten Version erlebbar. Es ist in seiner Erscheinung an das Schlafzimmer des französischen Sonnenkönigs angelehnt, jedoch in anderen Formen und Farben gehalten. Wie in Versailles (oder der Münchner Residenz) findet man eine Abtrennung des Bettteils vom Rest des Raumes, was erlauben würde, die erste oder letzte Audienz eines Tages (das sogenannte Lever und Coucher) am Bett abzuhalten, wie es der Sonnenkönig tat. Zu Ludwigs – des Bayernkönigs – Zeiten war diese Vision jedoch passé: Der König der konstitutionellen Monarchie Bayern hatte eine völlig andere politische Bedeutung als der absolutistische Herrscher Frankreichs. Auch hatte der menschenscheue Monarch, der die Nacht zum Tage machte und umgekehrt, natürlich nie die Absicht, umgeben von Tausenden von Menschen in einem riesigen Palast zu leben und in Anwesenheit von Dutzenden Würdenträgern aufzustehen und zu Bett zu gehen wie der Sonnenkönig. Doch verehrte er diesen (und beneidete ihn um seine uneingeschränkte Macht), weshalb sich Anspielungen an ihn in zahlreichen weiteren Details finden. So sind im Plafond des Speisesaals Szenen aus dem Leben am Hofe von Versailles dargestellt, die hufeisenförmigen Kabinette mit Porträts französischer Höflinge und Adliger geschmückt (unter anderem Madame de Pompadour und Madame Dubarry). Im Treppenhaus ist eine Prunkvase aus der Manufaktur von Sèvres ausgestellt. Im Gegensatz zum Schloss Herrenchiemsee, das eine einzige Hommage an Ludwig XIV. darstellt, ist Linderhof jedoch eine völlig eigenständige Schöpfung, die ihren Reiz aus der Kombination der bewegten Landschaft mit französisch-barocken, bayerisch-rokokohaften, romantischen und ländlich alpinen Motiven erfährt.

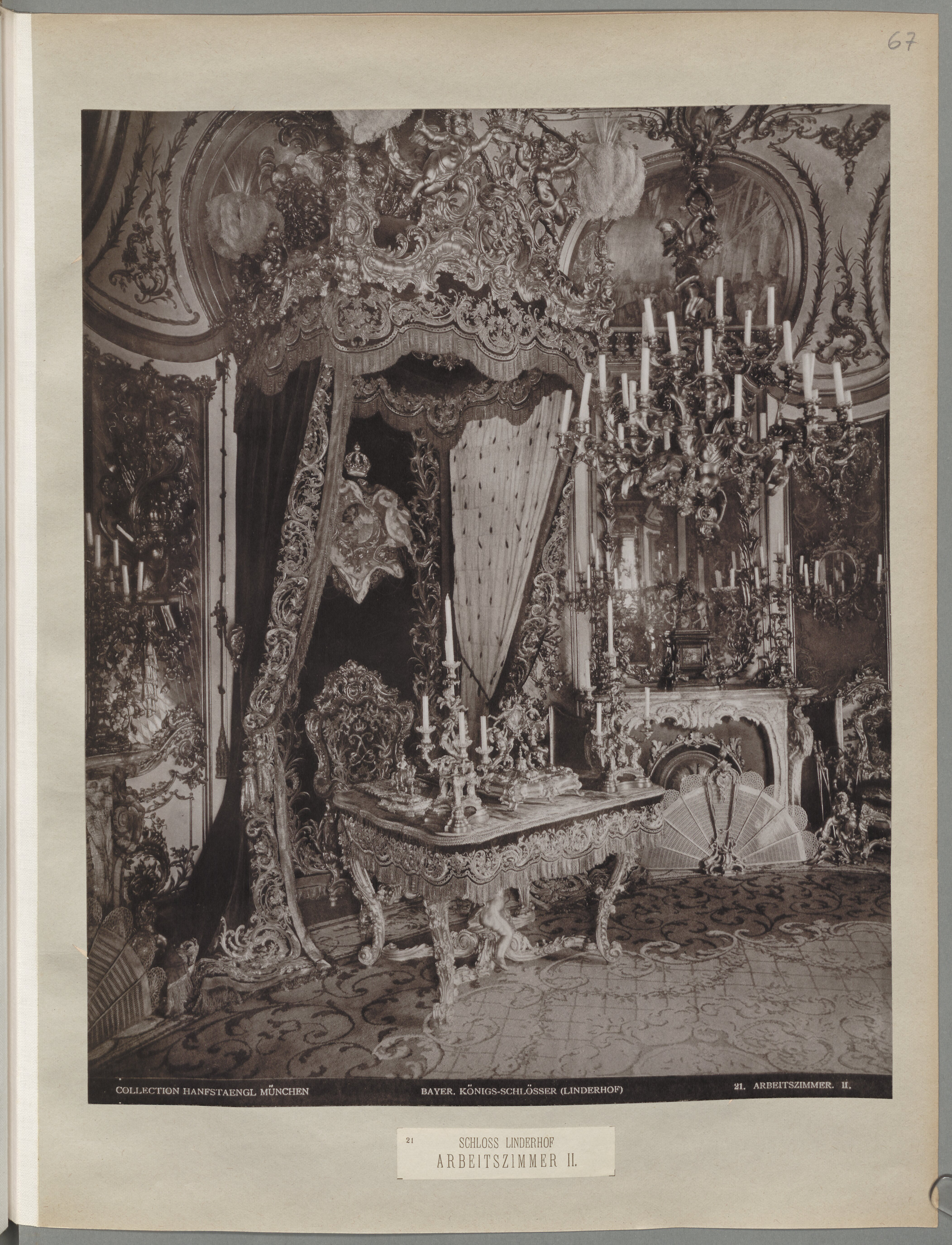
Arbeitszimmer
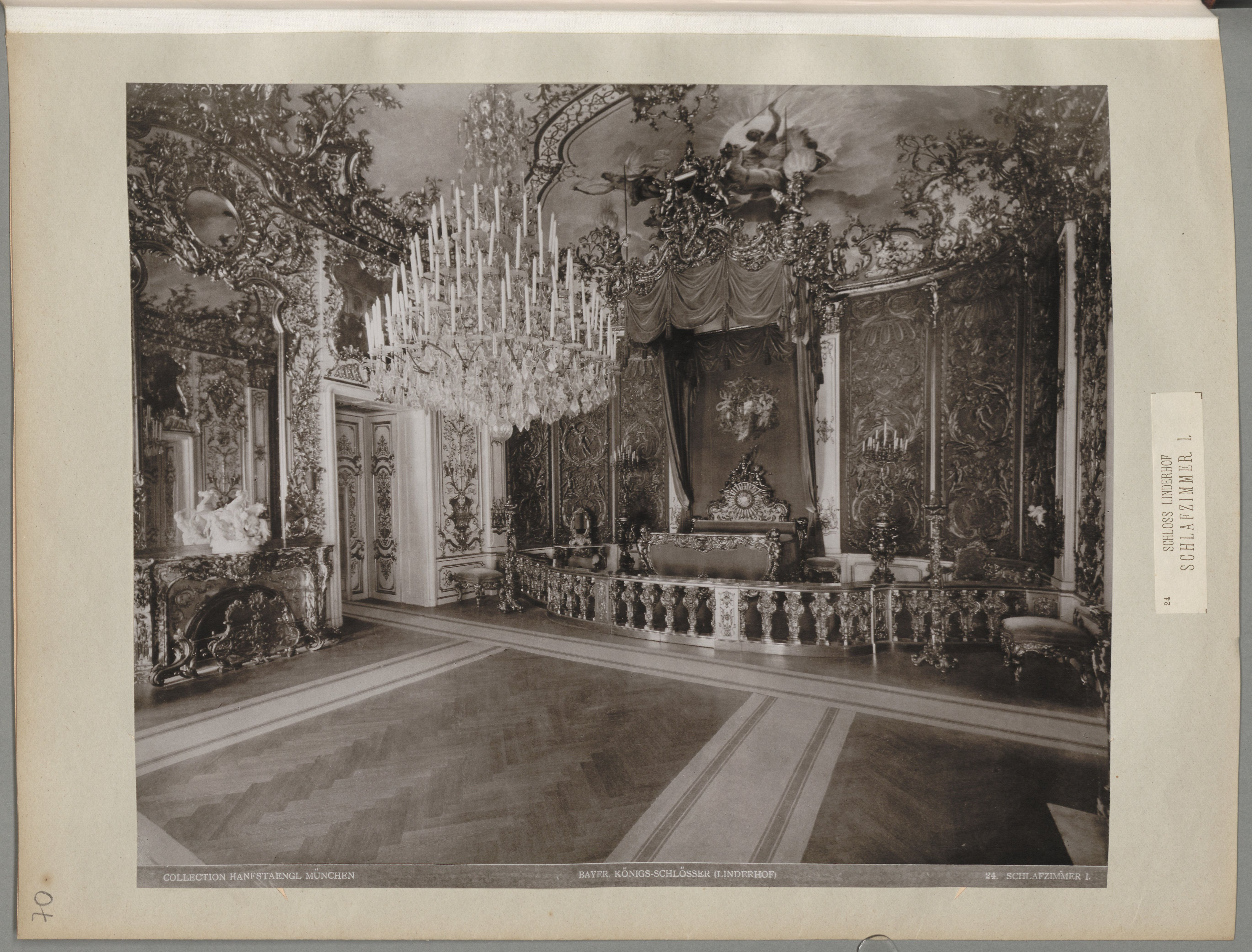
Schlafzimmer
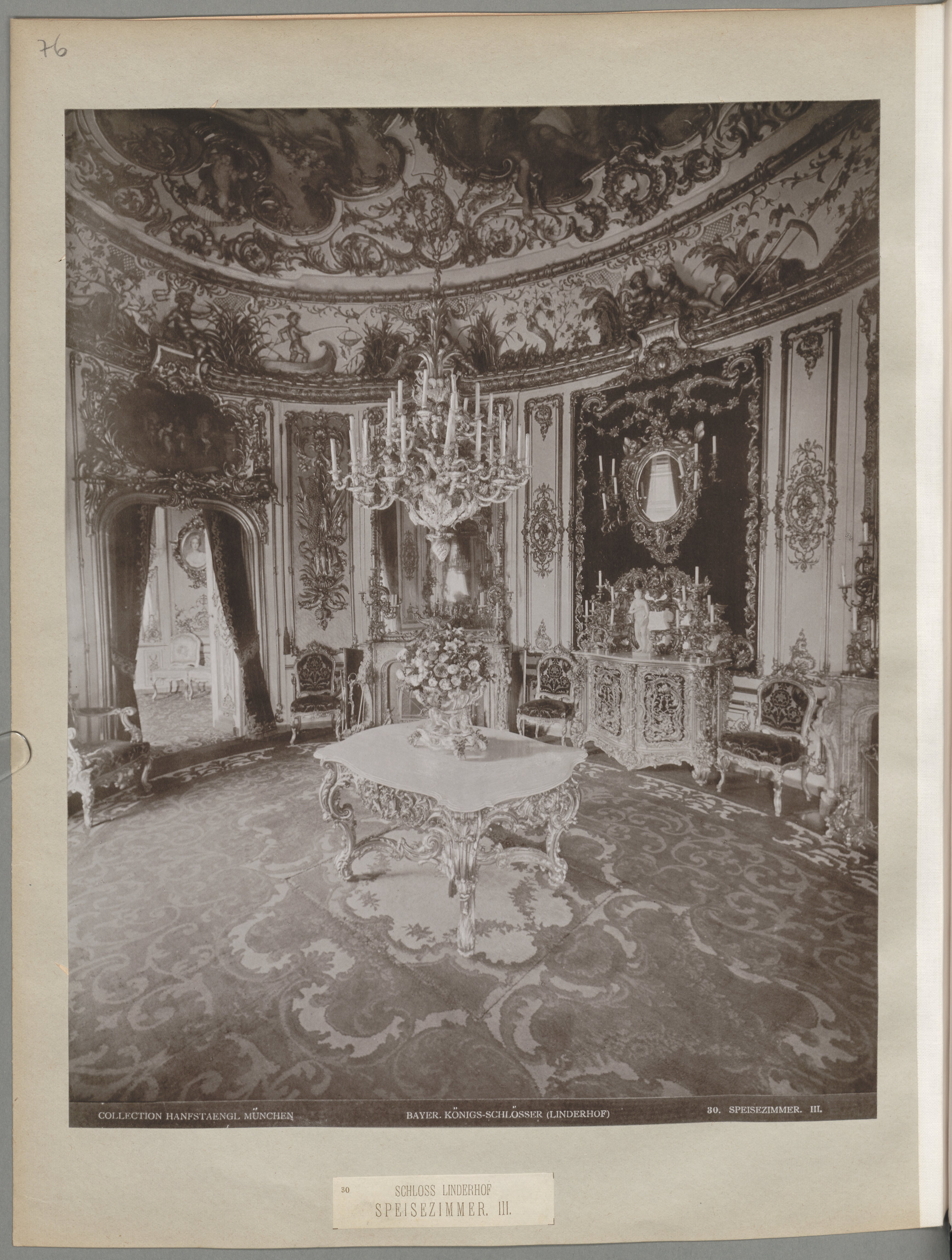
Speisezimmer

## Park

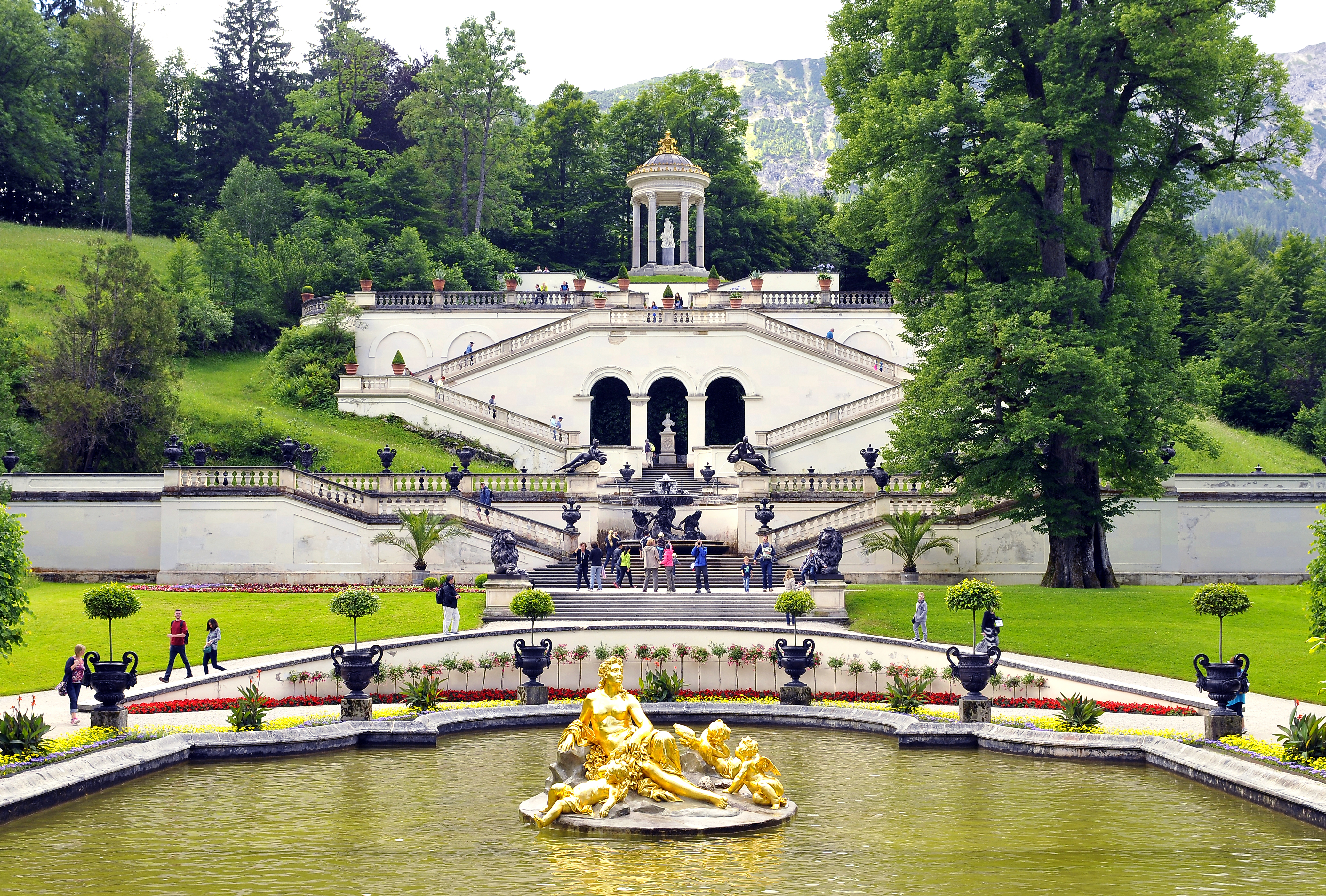
Wasserparterre und Terrasse

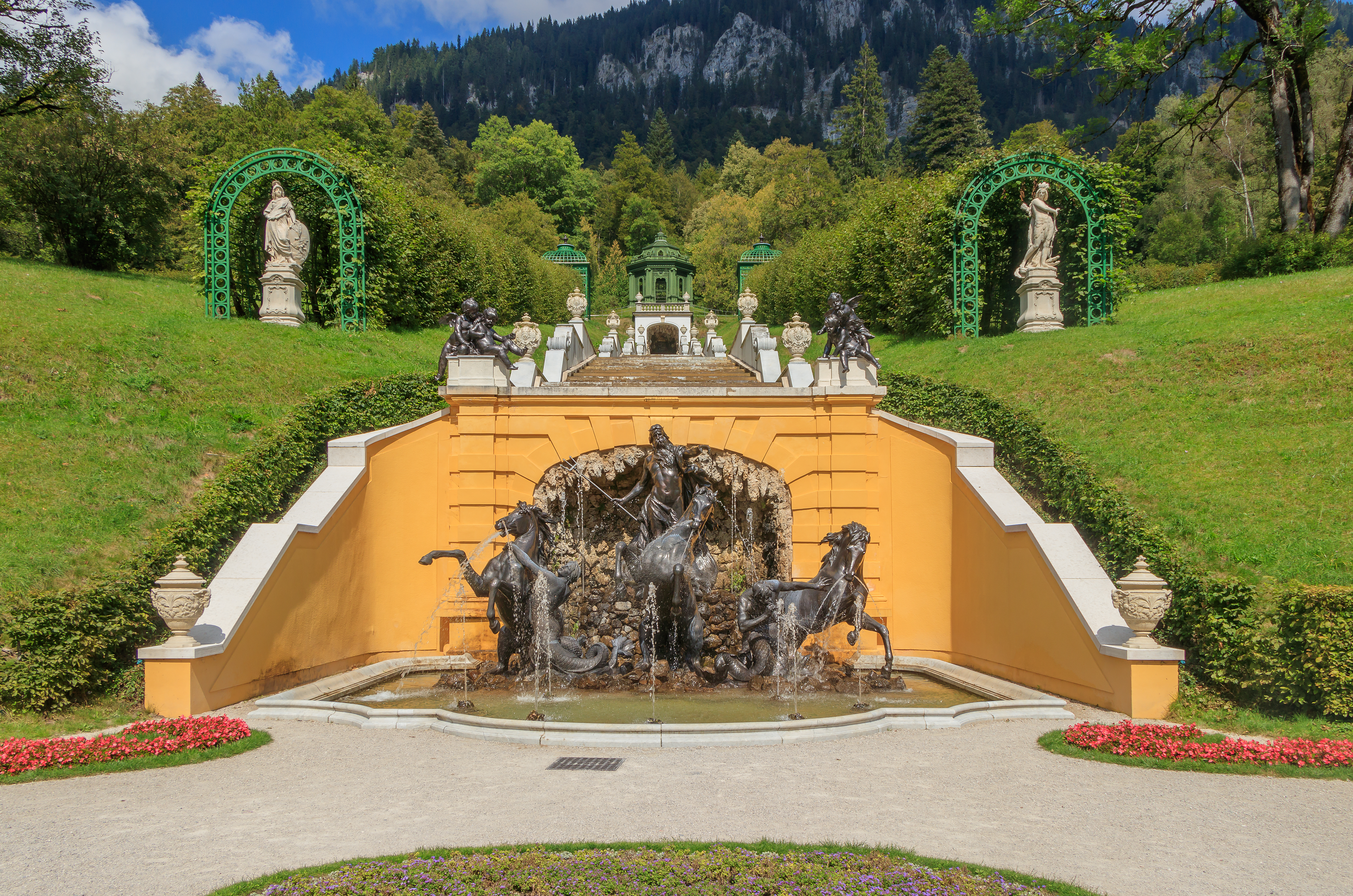
Nordparterre und Kaskade

Mit dem Bau des Schlosses wurde zwischen 1874 und 1880 auch der Park angelegt, mit dessen Planung Ludwig II. den Hofgärtner Carl von Effner beauftragte. Ein erster Plan von 1868 hatte eine stark verkleinerte Version des formalen Versailler Schlossparks vorgesehen, die aber wegen ihrer Ausdehnung von etwa 1,2 Kilometern in dem engen Tal nicht ausgeführt werden konnte. Die schließlich realisierte, weitaus intimere Parkanlage verbindet verschiedene Gartenformen: Unmittelbar um das Schloss herum ist ein formaler Garten angelegt, der Anleihen aus französischen Barockgärten in sich vereint. Der den Ziergarten umschließende, großflächige Park innerhalb des Graswangtals folgt den Vorbildern englischer Landschaftsgärten mit Baumgruppen und verschlungenen Wegen unter Einbezug der natürlichen Gegebenheiten.
Der formale Schlossgarten ist annähernd kreuzförmig angelegt, den Mittelpunkt dieses Kreuzes bildet das Schloss. Auf der Vorderseite des Schlosses liegt das Wasserparterre mit dem großen Bassin, aus dem die mächtige Fontäne des Flora-Brunnens schießt. Über ein fast komplett im Original erhaltenes Versorgungssystem, das noch aus der Zeit König Ludwigs II. stammt, wird das Wasser zuerst in einen Hochbehälter und dann in ein Leitungsnetz geschleust. Die eine Leitung versorgt die Venusgrotte, von der das Wasser über die Kaskade zum Neptun-Brunnen herabfließt. Die andere speist die bis zu 22 Meter hohe Fontäne des Flora-Brunnens, den Najaden-Brunnen und die kleineren Wasserspiele. Der Wasserdruck wird ohne eine elektrische Pumpe nur durch das natürliche Gefälle erzeugt.
Die kleinen Seitengärten, das Ostparterre und das Westparterre neben dem Schloss, sind Bosketten ähnlich gestaltet. Entlang der in nordsüdlicher Richtung ausgerichteten Hauptachse steigt der Garten, dem Verlauf des Geländes folgend, vor und hinter dem Schloss den Hang hinauf und ist durch Terrassen bzw. Kaskaden gegliedert. Am unteren Ende der Terrasse am Wasserparterre befinden sich die Königslinde und der Najaden-Brunnen. Den Mittelbereich bildet der Terrassengarten. Am oberen Ende der Terrasse erhebt sich der Venustempel, auf der gegenüberliegenden Anhöhe hinter dem Schloss der sogenannte Musikpavillon, von dem das Wasser über die treppenförmigen Stufen der Kaskade hinabfließt, bis es auf der Rückseite des Schlosses im Neptun-Brunnen mündet, vor dem eine große Bourbonenlilie aus blauen Blumen gepflanzt ist.
Der landschaftliche Schlosspark ist mit zahlreichen Staffagebauten und Follies versehen. Exotische Parkbauten sind neben dem Königshäuschen der Maurische Kiosk sowie die erst nachträglich in den Park versetzten Gebäude, die Ludwig andernorts hatte aufstellen lassen, darunter die sogenannte Hundinghütte, die Einsiedelei des Gurnemanz und das Marokkanische Haus. Ein besonderes Bauwerk ist die künstliche Venusgrotte, die Bezug auf Richard Wagners Tannhäuser nimmt und die Grotte im Venusberg darstellen soll. Im Jahr 2015 begannen umfangreiche Sanierungsmaßnahmen im Schlosspark, die voraussichtlich bis 2024 dauern werden. Ab 2017 wurde die Kaskade saniert, wobei die schwärzlich verwitterten, bemoosten und teils gerissenen Marmor- und Kalksteinteile (Abdeckplatten, Schwellstufen, Schmuckvasen) einzeln nummeriert, mit Kränen geborgen und in die Restauratorenwerkstatt nach Bamberg transportiert wurden, wo sie mit verschiedenen Verfahren gereinigt, gebürstet, teils repariert und armiert, beschichtet und mit Edelstahlankern zusammengesetzt wurden. Auch an der Venusgrotte haben dringend nötige Sanierungsmaßnahmen begonnen, die bis voraussichtlich Sommer 2025 dauern werden.

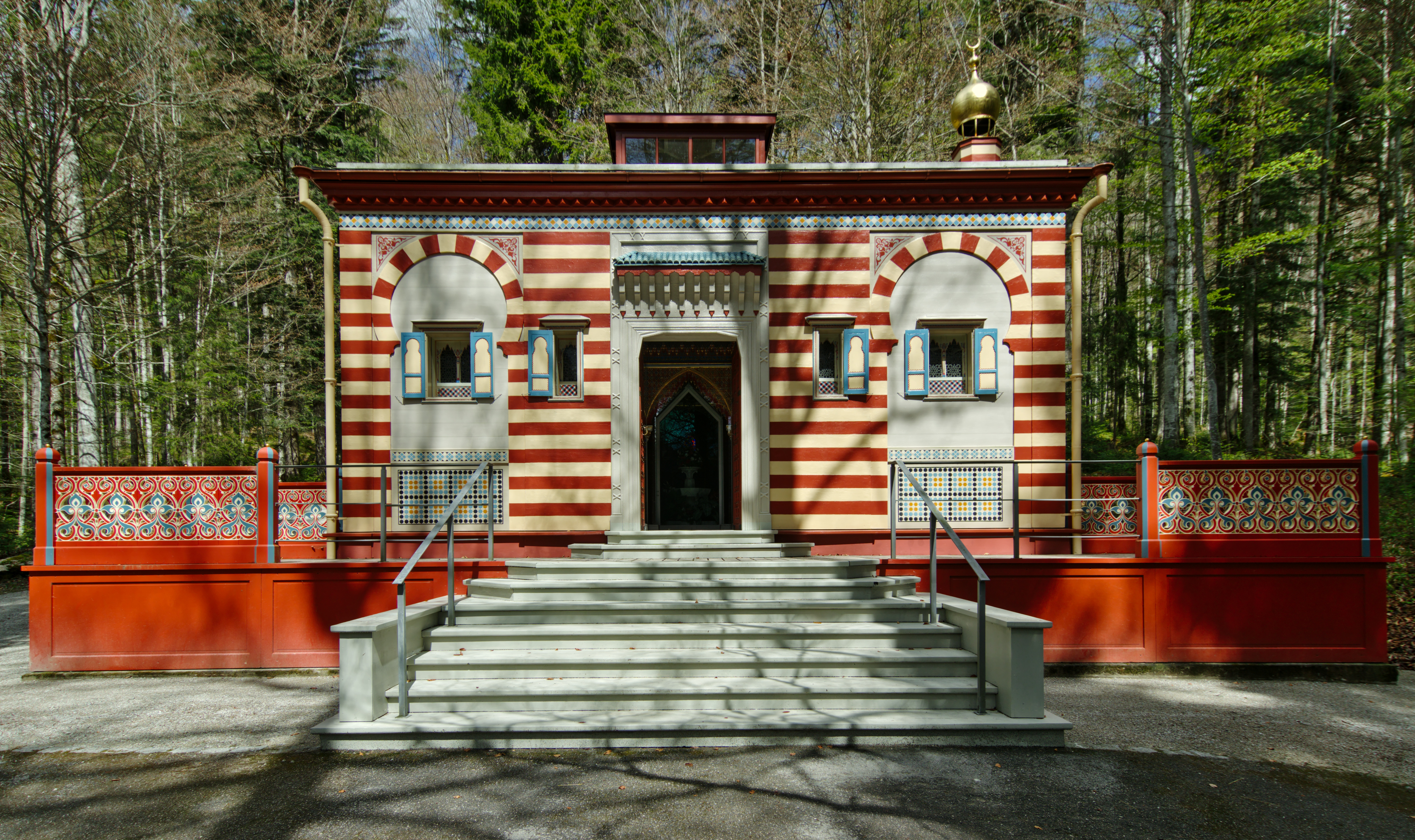
Marokkanisches Haus
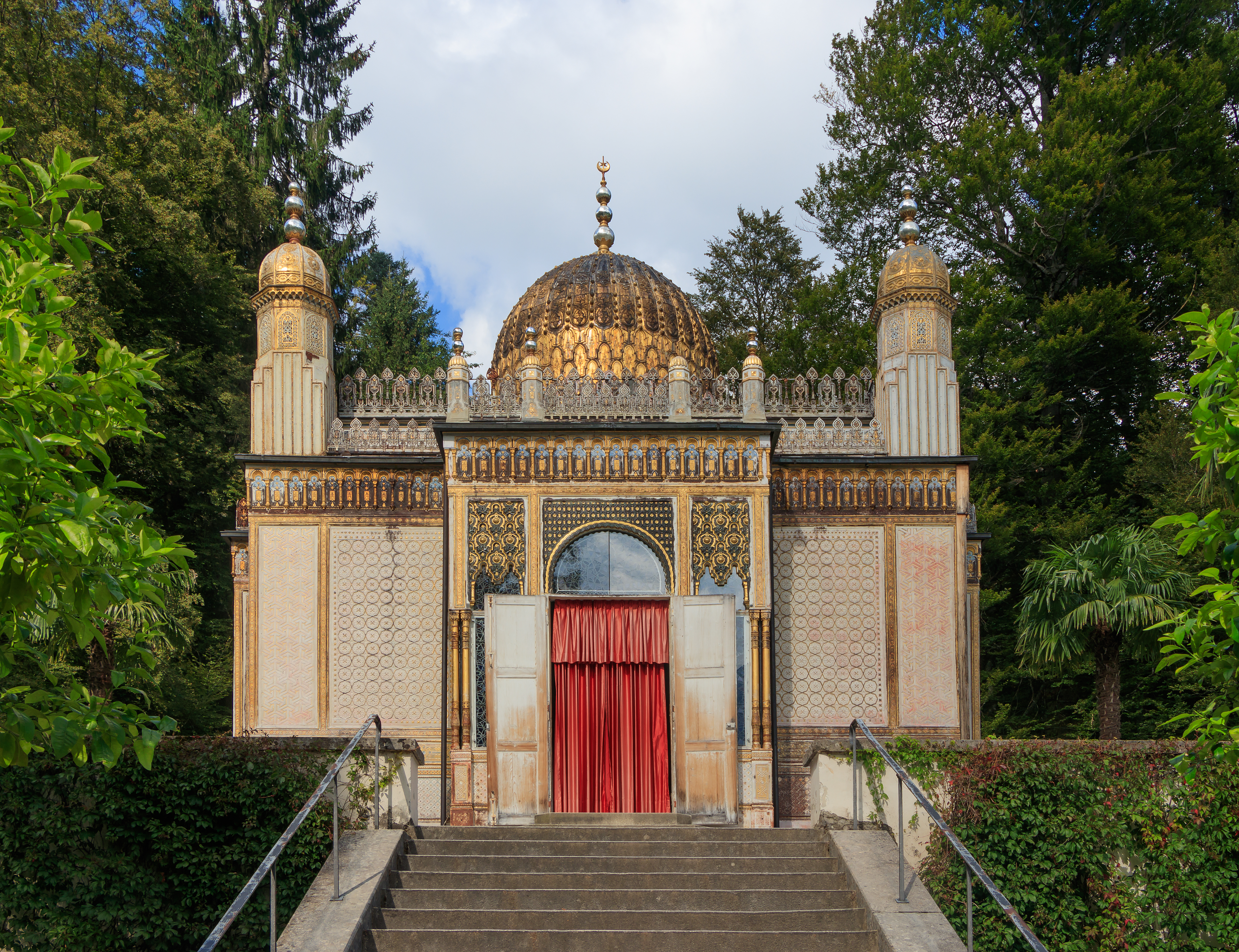
Maurischer Kiosk
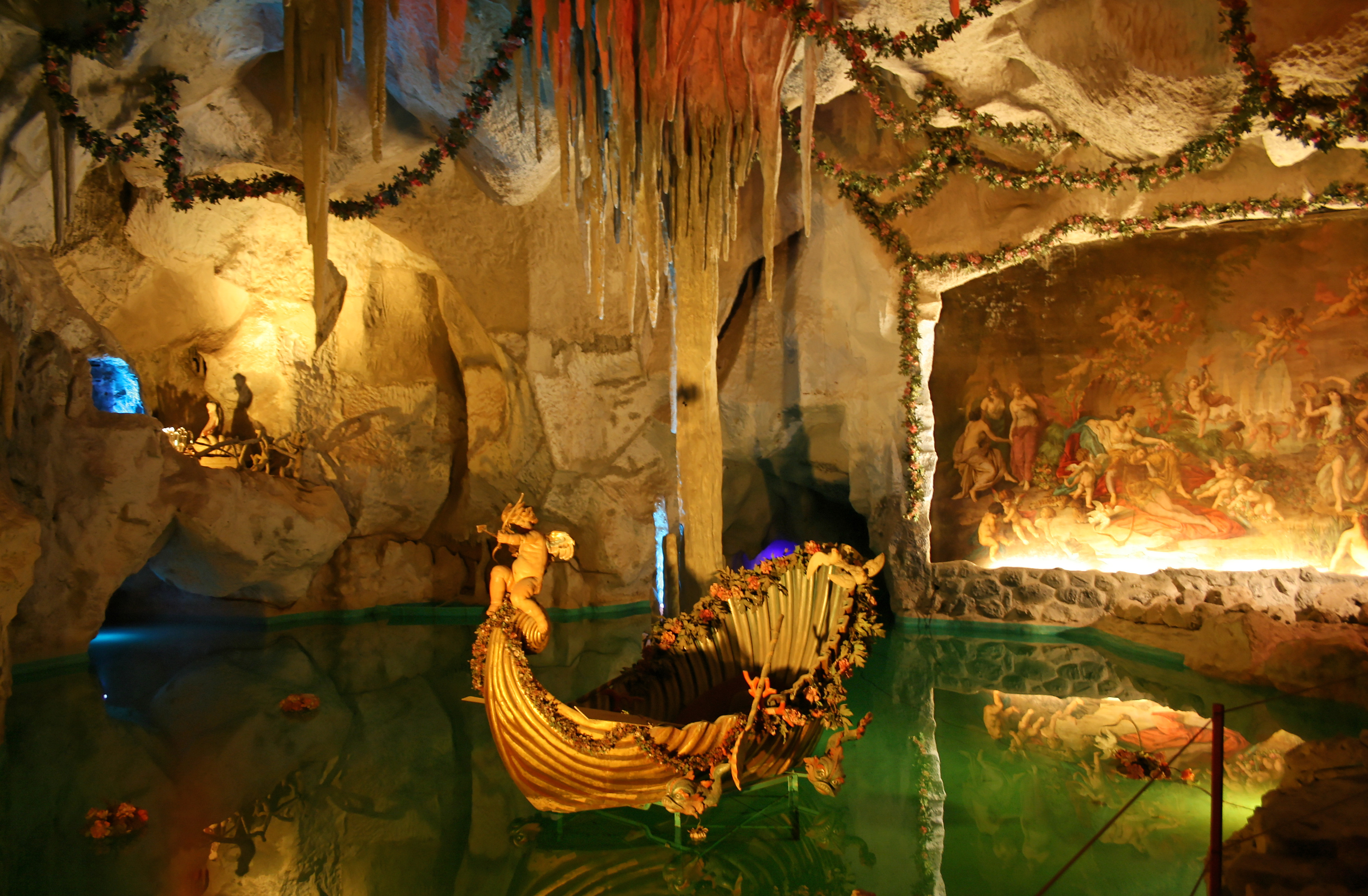
Venusgrotte
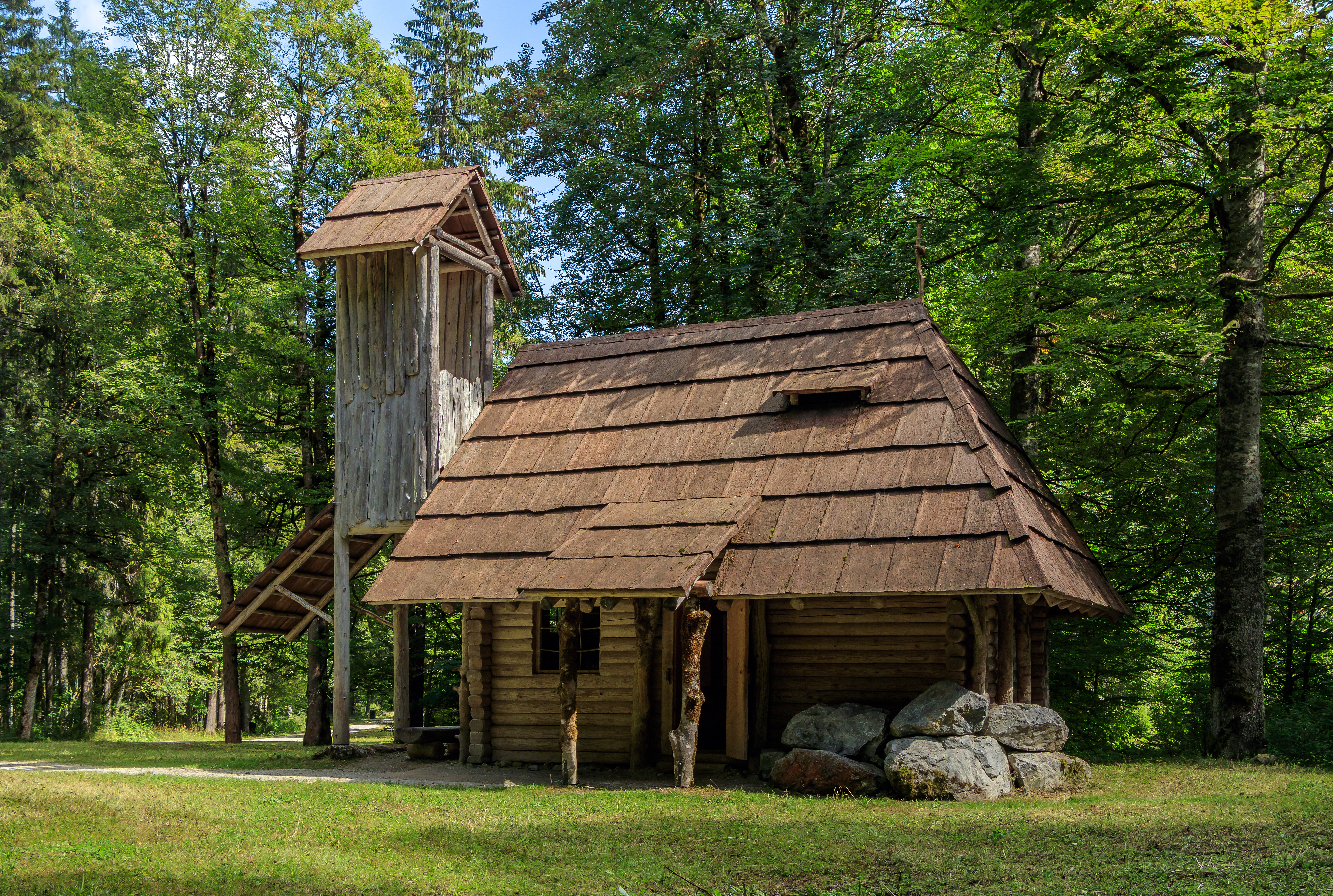
Einsiedelei des Gurnemanz
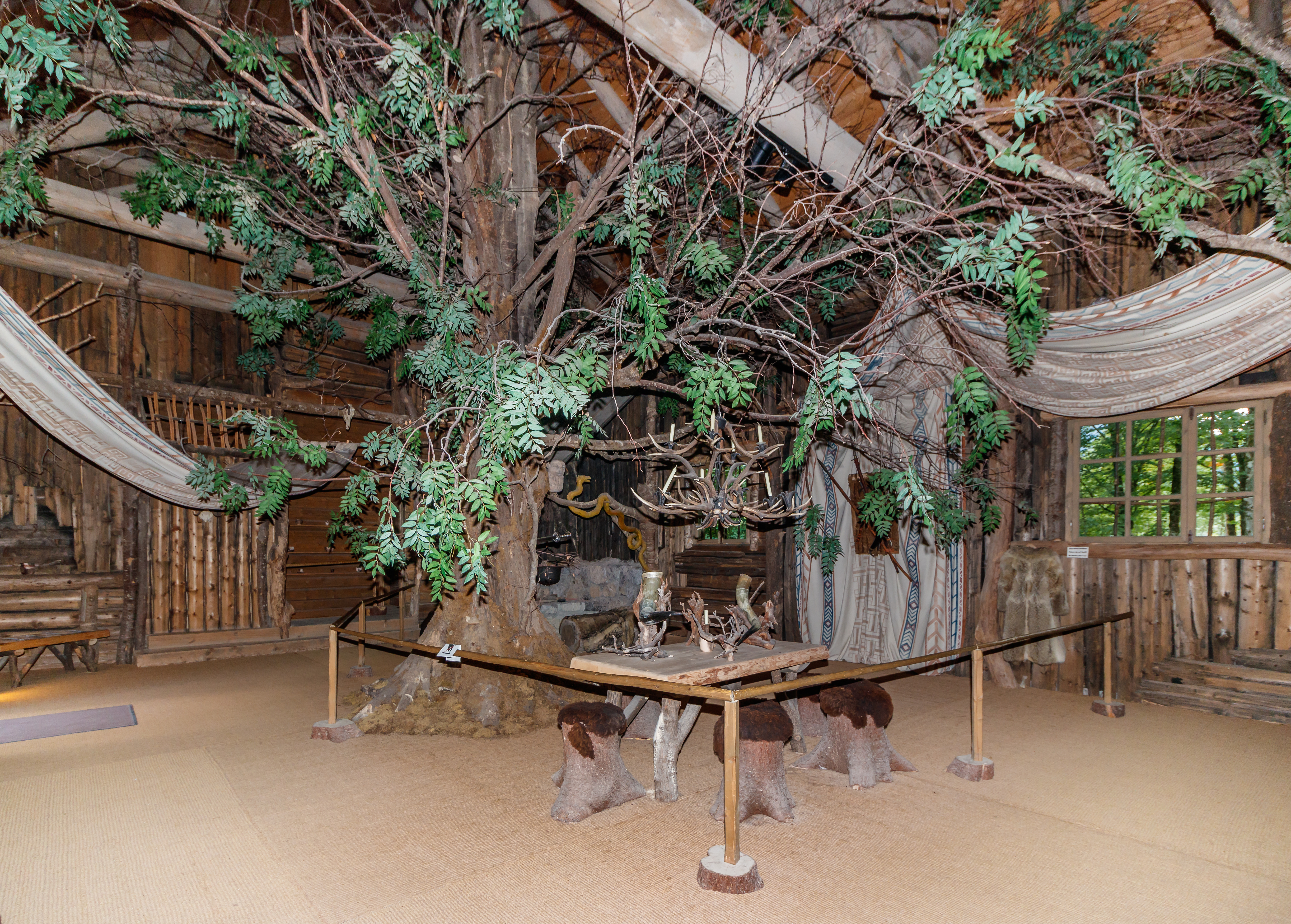
Hundinghütte